# August Blom
August Blom (26 de diciembre de 1869 – 10 de enero de 1947) fue un director y actor cinematográfico danés, activo a partir de 1910, en la época de oro de la cinematografía de su país.

## Biografía
Nacido en Copenhague, Dinamarca, su nombre completo era Martin August Blom. Empezó su carrera de actor en 1893 en Kolding, siendo miembro del Folketeatret entre 1907 y 1910. En ese período Blom empezó también a actuar en películas de Nordisk Film. Para dicha productora debutó como director en 1910 con el film Livets Storme. Ese mismo año fue nombrado director de producción de Nordisk, obteniendo el título de Director. Blom fue un cineasta prolífico, y durante le edad de oro del cine de Dinamarca mudo, dirigió un total de 78 cintas. Antes de retirarse del cine y de Nordisk Film en 1925, Blom dirigió más de 100 títulos, una filmografía más amplia que la de cualquier otro director danés. Por todo ello, a Blom se le considera como uno de los pioneros del cine mudo.
En 1911, Blom fue clave en el desarrollo del melodrama erótico gracias a su película Ved Faengslets Port, historia de un joven endeudado y enamorado de la hija de su prestamista. Blom refinó el género en los años siguientes, llegando a ser el más rentable y característico de Nordisk. A Blom también se le reconoce su desarrollo de la técnica del cross-cutting, así como su utilización de espejos a fin de expandir el drama, además de usar de modo creativo los efectos de luz para expresar diferentes estados de ánimo emocionales. En 1913 Blom rodó su película más ambiciosa, Atlantis, basada en la novela escrita en 1912 por Gerhart Hauptmann. La cinta, que describía el hundimiento de un trasatlántico un año después del naufragio del RMS Titanic, consiguió un gran resultado de taquilla. Con un complicado guion y con varios personajes principales, Atlantis fue el primer largometraje rodado en Dinamarca.
Una vez retirado, Blom abrió una sala de cine, Kinografen (posteriormente llamado Bristolteatret), que dirigió entre 1934 y 1947.
En 1908, a los 39 años, se había casado con Agnete von Prangen. La pareja se divorció, y él se casó en 1917 con la actriz Johanne Fritz-Petersen, viuda del director teatral Fritz Petersen.
August Blom falleció en Copenhague, Dinamarca, en 1947, a los 77 años de edad. Fue enterrado en el Cementerio Frederiksberg Ældre Kirkegård.

## Filmografía
- 1910 : Livets Storme
- 1910 : Robinson Crusoe
- 1910 : Den hvide slavehandel
- 1910 : Spionen fra Tokio
- 1910 : Den skæbnesvangre Opfindelse
- 1910 : Jagten paa Gentlemanrøveren
- 1910 : Singaree
- 1910 : Hamlet
- 1910 : Spøgelset i Gravkælderen
- 1910 : Den dødes Halsbaand
- 1911 : Den hvide Slavehandel II
- 1911 : Den farlige Alder
- 1911 : Ved Fængslets Port
- 1911 : Vildledt Elskov
- 1911 : Potifars Hustru
- 1911 : Politimesteren
- 1911 : Den blaa Natviol
- 1911 : Damernes Blad
- 1911 : Balletdanserinden
- 1911 : Jernbanens Datter
- 1911 : Den naadige Frøken
- 1911 : En Lektion
- 1911 : Ekspeditricen
- 1911 : Desdemona; En Opfinders Skæbne
- 1911 : Fader og Søn
- 1911 : Dødsdrømmen
- 1911 : Min første Monocle
- 1911 : Fru Potifar
- 1911 : Kærlighedens Styrke
- 1911 : Mormonens Offer
- 1911 : Hævnet
- 1911 : Det mørke Punkt
- 1911 : Eventyr paa Fodrejsen
- 1911 : Ungdommens Ret
- 1911 : Tropisk Kærlighed
- 1911 : Det gamle Købmandshus
- 1911 : Dødens Brud Gadeoriginalen
- 1912 : Vampyrdanserinden
- 1912 : Brillantstjernen
- 1912 : Guvernørens Datter
- 1912 : Kærlighed gør blind
- 1912 : Dyrekøbt Venskab
- 1912 : Den sorte Kansler
- 1912 : Hjertets Guld
- 1912 : Direktørens Datter
- 1912 : Det første Honorar
- 1912 : Elskovs Magt
- 1912 : Historien om en Moder
- 1912 : De tre Kammerater
- 1912 : Operabranden
- 1912 : The Song Which Grandmother Sang
- 1912 : Den første Kærlighed
- 1912 : Hjerternes Kamp
- 1912 : Hans vanskeligste Rolle
- 1912 : Den tredie Magt
- 1912 : Fødselsdagsgaven
- 1912 : En Hofintrige
- 1912 : Den sande Kærlighed
- 1912 : Hvem var Forbryderen?
- 1912 : Alt paa ét Kort
- 1913 : Pressens Magt
- 1913 : Troløs
- 1913 : Højt Spil
- 1913 : Naar Fruen gaar paa Eventyr
- 1913 : Bristet Lykke
- 1913 : Fem Kopier
- 1913 : Atlantis
- 1913 : En farlig Forbryder
- 1913 : Af Elskovs Naade
- 1913 : Elskovsleg
- 1913 : Vasens Hemmelighed
- 1914 : Sønnen
- 1914 : Den store Middag
- 1914 : Tugthusfange No. 97
- 1914 : Fædrenes Synd
- 1914 : Ægteskab og pigesjov
- 1914 : Æventyrersken
- 1914 : En ensom Kvinde
- 1914 : Revolutionsbryllup
- 1914 : Et Læreaar
- 1914 : Den lille Chauffør
- 1914 : Den største Kærlighed
- 1914 : Pro Patria
- 1914 : Kærligheds-Væddemaalet
- 1915 : Du skal elske din Næste
- 1915 : Giftpilen
- 1915 : Hjertestorme
- 1915 : Kærligheds Længsel
- 1915 : Lotteriseddel No. 22152
- 1915 : Rovedderkoppen
- 1915 : Syndens datter
- 1915 : Syndig Kærlighed
- 1915 : Truet Lykke
- 1915 : Flammesværdet
- 1915 : For sit Lands ære
- 1916 : Den mystiske Selskabsdame
- 1916 : Gillekop
- 1916 : Verdens undergang
- 1918 : Grevindens ære
- 1918 : Maharadjaens Yndlingshustru II
- 1918 : Via Crucis
- 1919 : Prometheus
- 1920 : Hans gode Genius
- 1920 : Præsten i Vejlby
- 1924 : Det store Hjerte
- 1924 : Den store Magt
- 1925 : Hendes Naade
- 1925 : Dragonen